# Corrida goyesca
La corrida goyesca (de Ronda o de cualquier otra ciudad) está compuesta por matadores de toros, banderilleros y picadores, todos ellos vestidos con trajes goyescos, una vestimenta surgida en el Madrid del siglo XVIII y utilizada hasta el siglo XIX por su burguesía para, posteriormente, extenderse su uso al resto de España.

## Historia
La primera corrida goyesca de Ronda se celebró con motivo del II Centenario del nacimiento del torero Pedro Romero en el año 1954 y por influjo de Cayetano Ordóñez en la plaza de toros de Ronda, propiedad de la Real Maestranza de Caballería de Ronda.
La segunda corrida goyesca hubo de esperar a 1957. Fue la primera edición en la que el hijo de Cayetano, Antonio Ordóñez participó. Este matador se convirtió en el auténtico centro de las goyescas y en su empresario. Gracias a su labor durante todos estos años, las goyescas son una fiesta destacada del calendario taurino, ejemplo de la tauromaquia de nuestros días, y en un acontecimiento social y cultural que trasciende a la propia ciudad de Ronda.
Desde el año 2019, la corrida goyesca se celebra el último día del mes de agosto por separado de las Ferias y Fiestas de Pedro Romero de Ronda que se celebran en septiembre. La decisión fue tomada por el empresario de la plaza de toros de Ronda Francisco Rivera Ordóñez por ajustes de organización. Es tradicional el Concurso Exhibición de Enganches de Ronda. Francisco Rivera Ordóñez desempeña la labor de empresario para esta tercera etapa.
| Edición | Año  | Ganadería                                 | Diestros                                                                                                 |
| ------- | ---- | ----------------------------------------- | --- |
| I       | 1954 | Corrida concurso (6)                      | Antonio Bienvenida • Cayetano Ordóñez • César Girón                                                      |
| II      | 1957 | Corrida concurso (6)                      | Rafael Ortega • Antonio Ordóñez • Joselito Huerta                                                        |
| III     | 1958 | Corrida concurso (6)                      | Antonio Bienvenida • Antonio Ordóñez • El Trianero                                                       |
| IV      | 1959 | Corrida concurso (6)                      | Antonio Ordóñez • Pepe Cáceres • Manolo Segura                                                           |
| V       | 1960 | Atanasio Fernández (6)                    | Julio Aparicio • Antonio Ordóñez • Rafael de Paula                                                       |
| VI      | 1961 | Marqués de Domecq (6)                     | Fermín Bohórquez • Julio Aparicio • Curro Romero • Mondeño                                               |
| VII     | 1962 | Marqués de Domecq (6)                     | Julio Aparicio • Antonio Ordóñez • Victoriano Valencia                                                   |
| VIII    | 1964 | Carlos Núñez (6)                          | Álvaro Domecq Romero • Julio Aparicio • Antonio Ordóñez                                                  |
| IX      | 1965 | Núñez Hermanos (6)                        | Fermín Bohórquez • Antonio Bienvenida • Antonio Ordóñez • Carlos Corbacho                                |
| X       | 1966 | Montalvo (6)                              | Antonio Ordóñez • Gregorio Sánchez • Fermín Murillo                                                      |
| XI      | 1967 | Carlos Núñez (6)                          | Antonio Ordóñez • Miguelín • Ángel Teruel                                                                |
| XII     | 1968 | Urquijo (6)                               | Antonio Ordóñez • Miguelín • Palomo Linares                                                              |
| XIII    | 1969 | Mora Figueroa (6)                         | Julio Aparicio • Antonio Ordóñez • Beca Belmonte                                                         |
| XIV     | 1970 | Herederos de Carlos Núñez (8)             | Ángel Teruel • Miguel Márquez • Beca Belmonte • Julián García                                            |
| XV      | 1971 | Salvador Domecq (8)                       | José Luis Parada • Curro Rivera • Eloy Cavazos • José Luis Galloso                                       |
| XVI     | 1972 | Herederos de Carlos Núñez (6)             | Antonio Bienvenida • Antonio Ordóñez                                                                     |
| XVII    | 1973 | Herederos de Carlos Núñez (6)             | Antonio Bienvenida • Antonio Ordóñez • Paquirri                                                          |
| XVIII   | 1974 | Herederos de Carlos Núñez (6)             | Antonio Ordóñez • Paquirri • Niño de la Capea                                                            |
| XIX     | 1975 | Herederos de Carlos Núñez (6)             | Antonio Ordóñez • Paco Camino                                                                            |
| XX      | 1976 | Herederos de Carlos Núñez (6)             | Antonio Ordóñez • Paco Camino • Paquirri                                                                 |
| XXI     | 1977 | Herederos de Carlos Núñez (6)             | Antonio Ordóñez • Curro Romero • Paquirri • José María Manzanares                                        |
| XII     | 1978 | Marqués de Ruchena (6)                    | Manolo Cortés • Raúl Aranda • Macandro                                                                   |
| XXIII   | 1979 | Conde de la Corte (6)                     | José Luis Galloso • Emilio Muñoz • Paco Ojeda                                                            |
| XXIV    | 1980 | Herederos de Carlos Núñez (6)             | Antonio Ordóñez • Paquirri                                                                               |
| XXV     | 1981 | Ramón Sánchez (6)                         | Manolo Vázquez • Manuel Benítez "El Cordobés" • José María Manzanares                                    |
| XXVI    | 1982 | Herederos de Carlos Núñez (6)             | Luis Francisco Esplá • Emilio Muñoz                                                                      |
| XXVII   | 1983 | Luis Algarra (6)                          | Emilio Muñoz • José Cubero "Yiyo"                                                                        |
| XVIII   | 1984 | Mª Luisa Domínguez Pérez de Vargas (6)    | José María Manzanares • Rafael de Paula • Paco Ojeda                                                     |
| XXIX    | 1985 | Carlos Núñez (6)                          | José María Manzanares • Paco Ojeda • Juan Antonio Ruiz "Espartaco"                                       |
| XXX     | 1986 | Torrestrella (6)                          | José María Manzanares • Paco Ojeda                                                                       |
| XXXI    | 1987 | Torrestrella (6)                          | Paco Ojeda                                                                                               |
| XXXII   | 1988 | Torrestrella (6)                          | José María Manzanares • José Ortega Cano • Fernando Cepeda                                               |
| XXXIII  | 1989 | Torrestrella (5) Salvador Domecq (1)      | José María Manzanares • Espartaco • El Litri                                                             |
| XXXIV   | 1990 | Buendía (6)                               | Roberto Domínguez • Emilio Muñoz • Joselito                                                              |
| XXXV    | 1991 | Buendía (6)                               | José María Manzanares • Pepe Luis Martín • Julio Aparicio                                                |
| XXXVI   | 1992 | Carlos Núñez (6)                          | Paco Ojeda • Espartaco • Pepe Luis Martín                                                                |
| XXXVII  | 1993 | Jandilla (6)                              | Curro Romero • José María Manzanares • Espartaco                                                         |
| XXXVIII | 1994 | Torrealta (1) Juan Pedro Domecq (6)       | Joselito • Finito de Córdoba • Vicente Barrera                                                           |
| XXXIX   | 1995 | Juan Pedro Domecq (6)                     | Joselito • Vicente Barrera • Francisco Rivera Ordóñez                                                    |
| XL      | 1996 | Juan Pedro Domecq (6)                     | Joselito • Enrique Ponce • Francisco Rivera Ordóñez                                                      |
| XLI     | 1997 | Juan Pedro Domecq (6)                     | Enrique Ponce • Jesulín de Ubrique • Morante de la Puebla                                                |
| XLII    | 1998 | Juan Pedro Domecq (6)                     | José María Manzanares • Francisco Rivera Ordóñez • José Tomás                                            |
| XLIII   | 1999 | Zalduendo (6)                             | Espartaco • Francisco Rivera Ordóñez • José Tomás                                                        |
| XLIV    | 2000 | Parladé y Murube (6)                      | Joselito • Francisco Rivera Ordóñez • Morante de la Puebla                                               |
| XLV     | 2001 | Garcigrande (6)                           | José Tomás • Francisco Rivera Ordóñez • Morante de la Puebla                                             |
| XLVI    | 2002 | Domingo Hernández (6)                     | Curro Vázquez • Francisco Rivera Ordóñez • El Juli                                                       |
| XLVII   | 2003 | Zalduendo (6)                             | Francisco Rivera Ordóñez • Javier Conde • El Juli                                                        |
| XLVIII  | 2004 | Daniel Ruiz Yagüe (6)                     | Francisco Rivera Ordóñez • David Fandila "El Fandi" • José María Manzanares (hijo)                       |
| XLIX    | 2005 | Benítez Cubero (1) Jandilla (6)           | Joao Moura (hijo) • Francisco Rivera Ordóñez • El Cid • Salvador Vera                                    |
| L       | 2006 | Zalduendo (6)                             | Francisco Rivera Ordóñez • Cayetano Rivera Ordóñez                                                       |
| LI      | 2007 | Zalduendo (6)                             | César Rincón • Francisco Rivera Ordóñez • Cayetano Rivera Ordóñez                                        |
| LII     | 2008 | Garcigrande (6)                           | Francisco Rivera Ordóñez • José María Manzanares (hijo) • Miguel Ángel Perera                            |
| LIII    | 2009 | Luis Agarra (6)                           | José María Manzanares (hijo) • Cayetano Rivera Ordóñez• Miguel Ángel Perera                              |
| LIV     | 2010 | Zalduendo (6)                             | Enrique Ponce • Francisco Rivera Ordóñez• Sebastián Castella                                             |
| LV      | 2011 | Núñez del Cuvillo (6)                     | El Juli • José María Manzanares (hijo)• Cayetano Rivera Ordóñez                                          |
| LVI     | 2012 | Núñez del Cuvillo (6)                     | Francisco Rivera Ordóñez • David Fandila "El Fandi"• Alejandro Talavante                                 |
| LVII    | 2013 | Juan Pedro Domecq y Palardé (6)           | Morante de la Puebla                                                                                     |
| LVIII   | 2014 | Zalduendo (6)                             | Morante de la Puebla • Julián López "El Juli" • Miguel Ángel Perera                                      |
| LIX     | 2015 | Juan Pedro Domecq y Núñez del Cuvillo (8) | Francisco Rivera Ordóñez • Morante de la Puebla • José María Manzanares (hijo) • Cayetano Rivera Ordóñez |
| LX      | 2016 | Passanha (1) y Garcigrande (6)            | Manuel Manzanares • José María Manzanares (hijo) • Cayetano Rivera Ordóñez • López Simón                 |
| LXI     | 2017 | Juan Pedro Domecq y otras                 | El Fandi • José María Manzanares • Cayetano Rivera Ordóñez • Francisco Rivera Ordóñez • Perera •         |
| LXII    | 2018 | Juan Pedro Domecq                         | Andrés Roca Rey • Cayetano Rivera Ordóñez • Morante de la Puebla                                         |
| LXIII   | 2019 | Juan Pedro Domecq                         | Morante de la Puebla • Pablo Aguado                                                                      |